# El Guerrah
El Guerrah (en arabe : الڨراح), appelée aussi El Gourzi, est une agglomération secondaire de la commune d'Ouled Rahmoune, dans la wilaya de Constantine.

## Localisation
El Guerrah est un village situé au sud de la commune d'Ouled Rahmoune, au croisement des routes nationales 3 et 79, en direction de Ain M'lila.

## Toponymie
El Guerrah veut dire "Eaux stagnantes".

## Économie
La localité qui est dotée d'une gare, est un nœud ferroviaire important au croisement des lignes d'Alger à Skikda et El Guerrah à Touggourt.

## Population
Lors du recensement de 2008, la localité comptait 5 947 habitants. En 1998 elle s'élevait à 4 890 et en 1987 à 2 665.

## Équipement
- Le village est doté d'un CEM et d'une école primaire.
- Elle possède un stade ainsi qu'une salle omnisports et une maison de jeunes.